# Карбид
Карбид се наричат съединенията на въглерода с метали и неметали. В тесен смисъл терминът карбид се отнася до съединенията на въглерода с металите. От всички елементи само кислородът, сярата, азотът, флуорът, хлорът и бромът са по-електроотрицателни от въглерода и техните съединения са извън групата на карбидите. Карбидите могат да бъдат разделени на три групи: йонни, метални и ковалентни.

## Свойства
Карбидите са труднотопими твърди вещества, неразтворими в известните разтворители. Карбидите на бора и силиция (В4С и SiC), титановият карбид, волфрамовият карбид, циркониевият карбид, (съответно TiC, WC и ZrC) притежават висока твърдост, огнеупорност и химическа инертност. Железният карбид (още железен цементит) е химично съединение задавано с формулата Fe3C (или Fe2C:Fe) и притежава ромбоидна кристална структура. По качества е твърд и чуплив. Обикновено определян като керамичен в чистата си форма, но се използва предимно в металургията.
Йонни карбиди образуват главно елементите от I, II и III група на периодичната система. Това са безцветни вещества с кристална решетка. Под действието на водата и разредени киселини лесно хидролизират. В зависимост от въглеводорода, който се отделя при тяхната хидролиза, те също могат да се разделят на три групи.
Към първата група се отнасят карбиди, които могат да се разглеждат като производни на метана, напр. Al4C3 и Ве2С:
Al4C3 + 12Н2О → 4Al(OH)3 + 3СН4
Получават се при директно взаимодействие на елементите при температура около 1500 °C.
Към втората група йонни карбиди се отнасят тези, които могат да се разглеждат като производни на ацетилена (етина), поради което се наричат ацетилениди:
СаС2 + 2Н2О → Ca(OH)2 + С2Н2
Обикновено се получават от метален оксид и въглерод при висока температура
Единственият представител на третата група йонни карбиди е магнезиевият карбид Mg2C3. При хидролиза дава метилацетилен (1-пропин)
Mg2C3 + 4Н2О → 2Mg(OH)2 + СН3С≡СН
При втората група карбиди (металните), образуването е свързано с внедряването на въглеродни атоми в октаедричните празнини на решетката на метала. За да се осъществи това внедряване, трябва атомният радиус на метала да бъде достатъчно голям (над 130 pm). При такива условия решетката на метала съществено не се нарушава, в резултат на което характерните метални свойства (напр. електропроводимост) не се изменят. Нещо повече, внедряването на С-атом стабилизира кристалната решетка, което води до известно повишаване на температурата на топене и твърдостта на карбида в сравнение с чистия метал.
Типични ковалентни карбиди са SiC (силициев карбид) и В4С (борен карбид). Силициевият карбид е наричан още карборунд. Характеризира се с голяма твърдост (около 9 по скалата на Моос), висока температура на топене и химична инертност. В практиката се употребява за направа на абразивни инструменти.
Борният карбид се получава чрез редукция на В2О3 с С. Аналогично на силициевия карбид има висока твърдост и също се употребява като абразивен материал.
Карбидите на алкалоземните метали се получават при взаимодействие на техните оксиди с въглища в електрична пещ:
{\displaystyle {\ce {CaO + CO2 ->[{2200 - 2500 °C}] CaC2 + CO}}}
Карбидите на Be, Al и лантаноидите се получават при директна синтеза на елементите в електрическа пещ в инертна атмосфера. Имат състав Be2C, Al3C4, LnC2, Ln4(C2)3.
Всички тези карбиди са твърди безцветни или бледожълти кристални вещества, с изключение на Be2C, който има керемиденочервен цвят. Реагират буйно с водата. Карбидите на алкалните и алкалоземните метали и f-елементите реагират с вода до ацетилен, и затова се наричат ацетилиди, а карбидите на Be и Al – метан, наричат се метаниди:
{\displaystyle {\ce {CaC2 + 2H2O -> Ca(OH)2 + C2H2 ^}}}
{\displaystyle {\ce {LaC2 + 3H2O ->La(OH)3 + 1/2 H2 ^ + C2H2 ^}}}
{\displaystyle {\ce {Al4C3 + 12H2O -> 4Al(OH)3 + 3CH4 ^}}}
При ацетилидите в кристалната решетка има йони от вида C2-
2, а при метанидите – C4-. Йони от втория вид се срещат само в метанидите. При Al3C4 структурата е по-сложна, защото е невъзможно да се получи такова силно разделение на зарядите – (Al3+)4 и (C4-)3.
В теоритично отношение представляват интерес LaC2, YC2, TbC2, UC2 и други, които са изучени добре. Те имат еднакъв стехиометричен състав с карбидите на алкалоземните метали, но проявяват метална проводимост, а алкалоземните карбиди са изолатори. Структурните изследвания на тези съединения с помощта на дифракция на неутрони показват, че металите запазват тривалентното си състояние. Връзката в една такава молекула се осъществява като два електрона от металния атом образуват аниона C2-
2, който е изоелектронен на азотната молекула – C2-
2 KK(σs)2(σ*s)2(πx)2(πy)2(σz)2(π*x)0(π*y)0(σ*z)0. В йона C2-
2 има свободни антисвързващи орбитали, образуващи зоната на проводимост на кристала. В тази зона частично се делокализира третия електрон от металните атоми, който определя и проводимостта на тези съединения. За такъв вид йонна, и отчасти метална връзка в тези съединения говори и фактът, че при хидролизата им като странични продукти се отделят и C2H4 и C2H6, които се получават при реакцията на етин с атомен водород. Частичното запълване на антисвързващата орбитала в йона [C≡C]2- с електрон намалява порядъка на връзката и увеличава разстоянието между въглеродните атоми.
В практическо отношение от тази група карбиди представлява интерес калциевият карбид. Той се произвежда в големи количества за получаване на етин, необходим за химическата промишленост и за ацетиленовата горелка за загряване на метали.
Към втората група карбиди са SiC и B4C, а към третата група – карбидите на d-елементите.